# Liane Lippert
Liane Lippert (Friedrichshafen, 13 gennaio 1998) è una ciclista su strada tedesca che corre per il team Movistar.
Attiva tra le Elite dal 2017, ha vinto il titolo nazionale in linea nel 2018 e nel 2022, la classifica giovani del World Tour 2020 e la medaglia d'argento in linea agli Europei 2021.

## Palmarès
- 2016 (Juniores)

Campionati europei, Prova in linea Juniores
- 2018 (Team Sunweb, tre vittorie)

Campionati tedeschi, Prova in linea
3ª tappa Belgium Tour (Geraardsbergen > Geraardsbergen)
Classifica generale Belgium Tour
- 2020 (Team Sunweb, una vittoria)

Cadel Evans Great Ocean Road Race
- 2022 (Team DSM, una vittoria)

Campionati tedeschi, Prova in linea
- 2023 (Movistar Team Women, quattro vittorie)

Campionati tedeschi, Prova a cronometro
2ª tappa Tour de France (Clermont-Ferrand > Mauriac)
3ª tappa Tour de Romandie femminile (Vernier > Nyon)
Tre Valli Varesine Women's Race
- 2024 (Movistar Team Women, una vittoria)

6ª tappa Giro d'Italia (San Benedetto del Tronto > Chieti)
- 2025 (Movistar Team Women, due vittorie)

6ª tappa Giro d'Italia (Bellaria Igea Marina > Terre Roveresche)
8ª tappa Giro d'Italia (Forlì > Imola)

### Altri successi
- 2016

Classifica giovani Thüringen Rundfahrt (con la Nazionale tedesca)
- 2017 (Sunweb)

Bilster Berg
- 2018 (Sunweb)

Classifica giovani Thüringen Tour
1ª tappa Giro d'Italia (Verbania, cronosquadre)
Tour of Norway TTT (cronosquadre)
Classifica giovani Belgium Tour
1ª tappa Madrid Challenge by La Vuelta (Boadilla del Monte, cronosquadre)
- 2019 (Sunweb)

Classifica giovani Belgium Tour
- 2020 (Sunweb)

Classifica scalatrici Tour Down Under
Classifica giovani Tour Down Under
Classifica giovani UCI World Tour
- 2022 (Team DSM)

Classifica giovani Giro di Romandia

## Piazzamenti

### Grandi Giri
- Giro d'Italia

2018: 64ª
2020: 13ª
2021: 18ª
2023: 16ª
2024: ritirata (8ª tappa)
- Tour de France

2022: 16ª
2023: 20ª
2024: 18ª
- Vuelta a España

2023: 21ª
2024: 31ª
2025: 41ª

### Classiche monumento
- Milano-Sanremo

2025: 14ª
- Giro delle Fiandre

2019: 65ª
2020: 51ª
2021: 26ª
2022: non partita
2023: 29ª
2025: 3ª
- Liegi-Bastogne-Liegi

2018: 33ª
2019: ritirata
2020: 10ª
2022: 8ª
2023: 8ª
2025: 24ª

### Competizioni mondiali
- Campionati del mondo su strada

Richmond 2015 - In linea Juniores: 40ª
Doha 2016 - In linea Juniores: 9ª
Innsbruck 2018 - Cronosquadre: 3ª
Innsbruck 2018 - In linea Elite: 46ª
Yorkshire 2019 - In linea Elite: 66ª
Imola 2020 - In linea Elite: 5ª
Fiandre 2021 - In linea Elite: ritirata
Wollongong 2022 - Staffetta mista: 4ª
Wollongong 2022 - In linea Elite: 4ª
Glasgow 2023 - In linea Elite: 19ª
Zurigo 2024 - Staffetta: 2ª
Zurigo 2024 - In linea Elite: 4ª
- UCI World Tour

2018: 54ª
2019: 110ª
2020: 9ª
2021: 33ª
2022: 8ª
- Giochi olimpici

Tokyo 2020 - In linea: 23ª
Parigi 2024 - In linea: 16ª

### Competizioni continentali
- Campionati europei su strada

Tartu 2015 - In linea Juniores: 17ª
Plumelec  2016 - In linea Juniores: vincitrice
Herning 2017 - In linea Under-23: 39ª
Glasgow 2018 - In linea Elite: 24ª
Alkmaar 2019 - In linea Elite: ritirata
Trento 2021 - In linea Elite: 2ª
Monaco di Baviera 2022 - In linea Elite: 31ª
Drenthe 2023 - In linea Elite: 7ª
Limburgo 2024 - In linea Elite: 36ª
- Giochi europei

Minsk 2019 - In linea: 7ª